# Grandview (Missouri)
Grandview és una població dels Estats Units a l'estat de Missouri. Segons el cens del 2000 tenia 24.881 habitants.

## Demografia
Segons el cens del 2000, Grandview tenia 24.881 habitants, 9.709 habitatges, i 6.485 famílies. La densitat de població era de 652,2 habitants per km².
Dels 9.709 habitatges en un 33,3% hi vivien nens de menys de 18 anys, en un 46,3% hi vivien parelles casades, en un 15,9% dones solteres, i en un 33,2% no eren unitats familiars. En el 27,5% dels habitatges hi vivien persones soles el 7,1% de les quals corresponia a persones de 65 anys o més que vivien soles. El nombre mitjà de persones vivint en cada habitatge era de 2,53 i el nombre mitjà de persones que vivien en cada família era de 3,08.
Per edats la població es repartia de la següent manera: un 27,2% tenia menys de 18 anys, un 10% entre 18 i 24, un 31,1% entre 25 i 44, un 22% de 45 a 60 i un 9,7% 65 anys o més.
L'edat mediana era de 34 anys. Per cada 100 dones de 18 o més anys hi havia 89,7 homes.
La renda mediana per habitatge era de 40.003 $ i la renda mediana per família de 47.889 $. Els homes tenien una renda mediana de 32.481 $ mentre que les dones 26.834 $. La renda per capita de la població era de 19.079 $. Entorn del 5,1% de les famílies i el 8,4% de la població estaven per davall del llindar de pobresa.

## Poblacions més properes
El següent diagrama mostra les poblacions més properes.